# Dinocryptus semialatus
Dinocryptus semialatus là một loài tò vò trong họ Ichneumonidae.